# BA-20
Der BA-20 (Bronjeawtomobil-20) war ein in der Sowjetunion im industriellen Stil in Serie produzierter leichter Panzerwagen für die Rote Armee (RKKA). Das Fahrzeug war als Aufklärungsfahrzeug konzipiert.

## Entwicklung
Das Interesse der Roten Armee (RKKA – Rabotsche-krestjanskaja Krasnaja armija) entstand bereits aus dem Interesse des zaristischen Russlands vor der russischen Revolution heraus. Als die Autoindustrie in den 1920er Jahren auflebte, wollte die Armee zwei Kategorien von Fahrzeugen, ähnlich wie die Reichswehr, die sich aufteilten in leichte MG-Wagen und in schwere Waffenwagen mit Panzergeschützen. Der Name für diese Fahrzeuggruppe war Bronjeawtomobil, gepanzerte Automobile, bzw. BA, wenn in der Bezeichnung auch gelegentlich das A weggelassen wurde.
Man muss bedenken, dass die Kampfpanzer des Ersten Weltkrieges noch sehr langsam waren. Schon seit Napoleons Zeiten waren die großen Entfernungen zwischen den Städten ein taktisches Element der russischen Kriegsführung gewesen. Die gepanzerte Unterstützung der eigenen Kräfte in den Weiten Russlands für die eigene Kavallerie- und Infanterietruppen war deshalb für die sowjetische Militärführung in den 1920er bis 1930er Jahren anfänglich scheinbar eher mit den deutlich schneller fahrenden Radpanzern denkbar. Dies sollte sich mit der technischen Weiterentwicklung der Kettenfahrzeuge Ende der 1930er Jahre ändern, so dass die Bedeutung der gepanzerten Radfahrzeuge als Kampffahrzeuge abnahm.
Im Jahr 1927 wurde ein Fünfjahresplan erstellt, der die Fertigung von Panzerwagen beinhaltete. Mechanisierte Brigaden sollten 56 Panzerwagen und Mechanisierte Korps sogar 215 Panzerwagen bekommen.
Als Nachfolger für den FAI-Panzerwagen gedacht, baute der BA-20 auf dem Chassis des Personenwagens GAZ-M1 auf. Gleichzeitig stellte auch für dieses Fahrzeug das zivile Fahrwerk den größten Schwachpunkt dar. Diese Fahrgestelle waren nie für einen schweren Panzeraufbau entwickelt worden. Aus diesem Grund war der BA-20, wie andere auf kommerziellen Fahrwerken aufgebaute Fahrzeuge, nicht wirklich geländetauglich, relativ schwach gepanzert und nur leicht bewaffnet. Minen waren eine große Gefahr für Fahrzeug und Besatzung.
Der BA-20 hatte als Bewaffnung ein einzelnes 7,62-mm-DT Maschinengewehr in einem Drehturm. Immerhin konnten beim BA-20 erstmals Fahrzeuge mit eigener Funkausstattung produziert werden (BA-20W), die bei den frühen Fahrzeugen an der Rahmenantenne zu erkennen waren.
Im Gegensatz zu größeren gepanzerten Fahrzeugen der gleichen Zeit war die Panzerung des BA-20 vollständig geschweißt.
Die Erprobung erfolgte bereits 1934 und 1935 lief die Fertigung an. So konnte das Fahrzeug 1936 offiziell bei der Roten Armee eingeführt werden.

## Produktion und Einsatz
Die Fertigung erfolgte bei GAZ in Gorki. Während die Fahrwerke aus dem Werk in Gorki stammten, wurde im Wyksunski Metallurgitscheski Sawod in Wyksa die Panzerung produziert und die Endmontage vorgenommen. Der Vorgänger FAI ist trotz großer Ähnlichkeit mit dem BA-20, eindeutig an zwei Rundungen über Fahrer- und Beifahrerplatz zu erkennen.
Der hohe Bodendruck, der reine Heckantrieb und der verhältnismäßig schwache Motor erlaubten nur unter günstigsten Verhältnissen einen Einsatz abseits von Straßen und Wegen. Die Panzerung konnte nur in günstigen Situationen Geschosse und Granatsplitter aufhalten und das einzelne MG war für die meisten gegnerischen Panzer- und Aufklärungsfahrzeuge keine Gefahr. Früh wurde erkannt, dass, auch wenn der BA-20 über lange Zeit im Zweiten Weltkrieg eingesetzt war, noch nicht das optimale leichte Spähfahrzeug gefunden war. Dies wurde im Wesentlichen 1942 mit dem BA-64 korrigiert.

## BA-20M
Mit dem BA-20M wurde eine modernisiere Variante mit Stabantenne gefertigt, die vollständig geschweißt war.

## Varianten
- BA-20 sch-d – Als BA-20 – Schelesnaja doroga (Eisenbahn) bezeichnete Fahrzeuge erhielten einen Rüstsatz für den Schienenbetrieb.
- BA-21 – Ein Prototyp eines leichten Spähwagen baute auf dem BA-20 auf, dieser wurde aber nie in Serie genommen.

## Erhaltene Fahrzeuge und Reproduktionen
- BA-20 (Ps. 6–11) – Finnisches Panzermuseum, Parola (Finnland)
- BA-20 – Museumskomplex für altes Volkshandwerk und Technologien „Dudutki“, Minskaja Woblasz (Belarus)
- BA-20M – Nationales Museum der Geschichte der Ukraine im Zweiten Weltkrieg, Kiew (Ukraine) – Vordere Kotflügel von einem ZIS-150
- BA-20 – Technikverein "Samochod", Charkow, Oblast Charkiw (Ukraine) – Reproduktion abgesehen vom Turm
- BA-20 – Panorama-Museum, Wolgograd (Russland)
- BA-20 – Militärtechnisches Museum in Werchnjaja Pyschma, Oblast Swerdlowsk (Russland)
- BA-20 (Wrack) – Gegend von Khalkin Gol / Nomonhan Battlefield (Mongolei)
- BA-20 sch-d – Militärtechnisches Museum in Werchnjaja Pyschma, Oblast Swerdlowsk (Russland)
- BA-20 – Konstruktorski bjuro imeni Smirnowa, bei Sertolowo, Oblast Leningrad (Russland) – Gute Reproduktion mit Rahmenantenne
- BA-21 (Prototyp) – Panzermuseum Kubinka (Russland)